# Orchis morio
Orchis morio L. 1755 es una especie fanerógama incluida en el género de orquídeas Orchis de la subfamilia Orchidoideae de la familia Orchidaceae. Se distribuyen por la Europa mediterránea, y noroeste de África. Son de hábitos terrestres y tienen tubérculos.

## Descripción

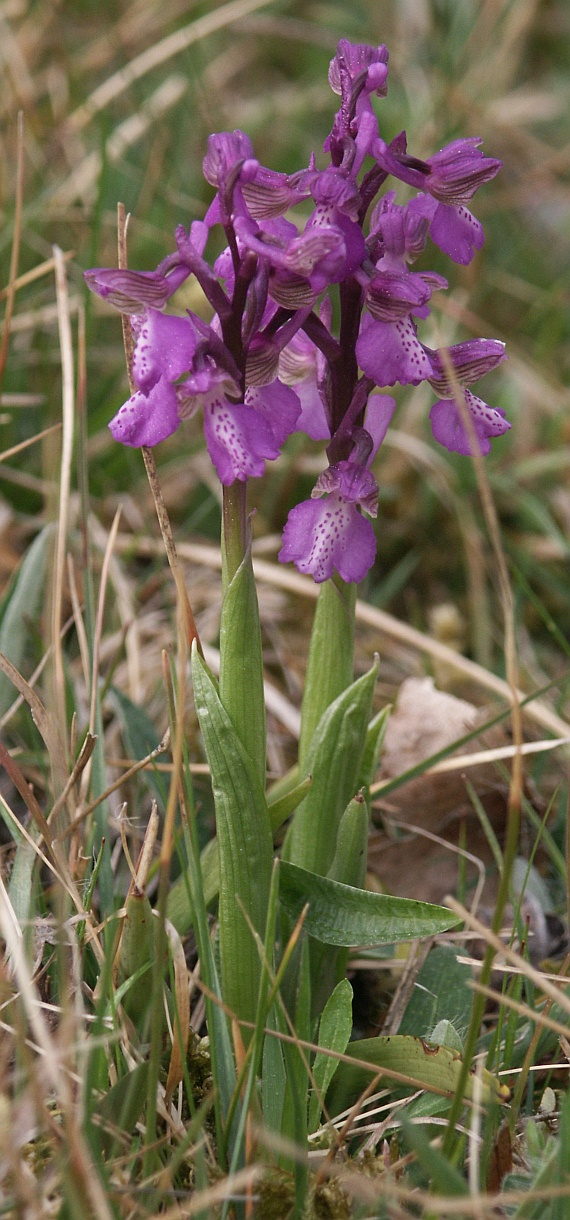
Orchis morio - planta.

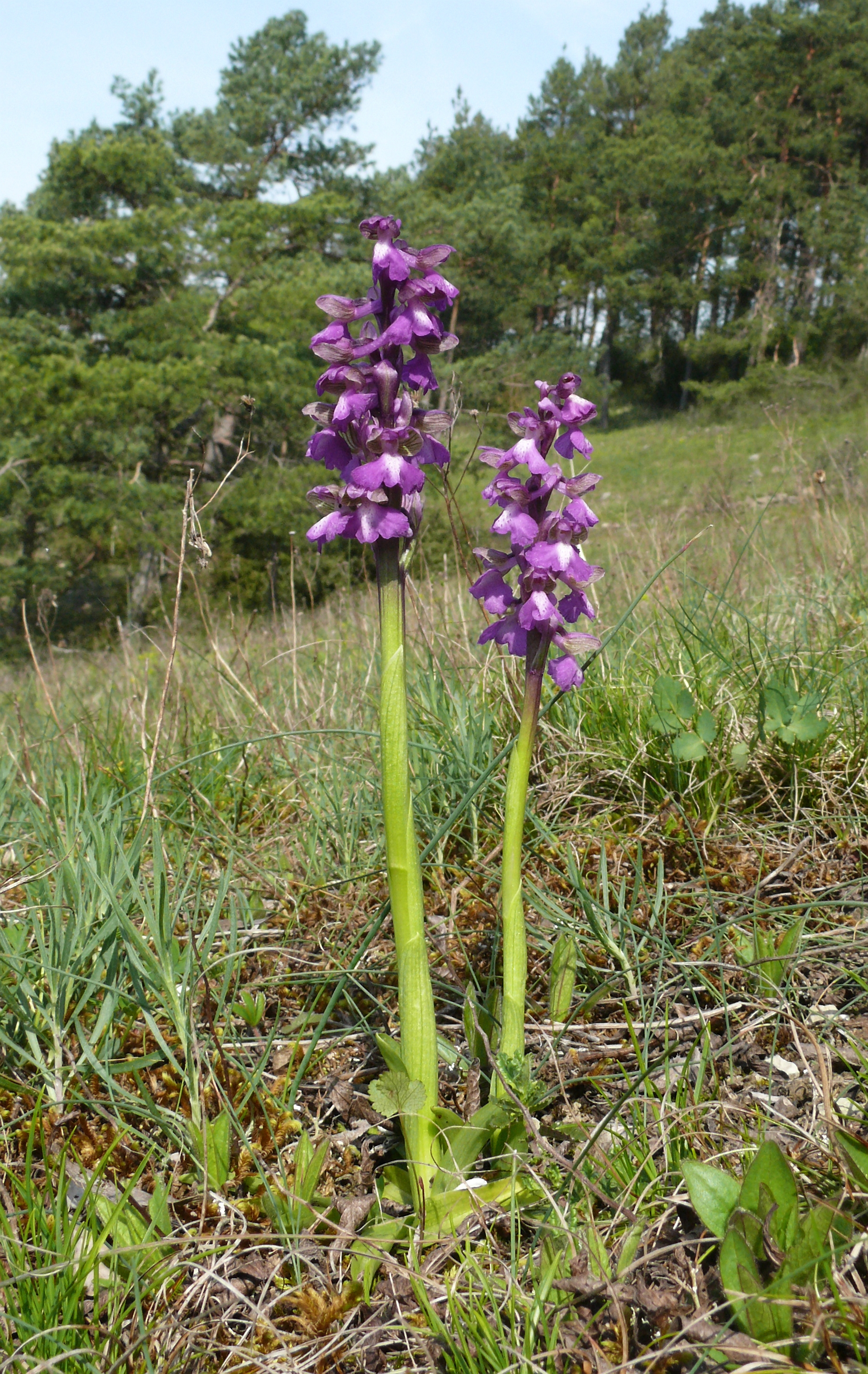

Las hojas son oblongas con una longitud de 8 cm generalmente con manchas más omenos uniformes de color purpureo marrón oscuro. También presenta brácteas foliares (3 a 4) que envuelven el tallo en la mayor parte de su longitud. Las hojas crecen desde los nódulos subterráneos que tienen un tamaño máximo de 6 cm y son elipsoides.

El tallo de la inflorescencia que es erecta en espiga con forma oblonga, sale de la roseta basal de 5 a 10 hojas oblongo lanceoladas que a veces están moteadas de puntos púrpura marronáceos. El tallo de 7,5 a 12,5 cm de longitud.

Presenta una floración en forma oblonga con flores pequeñas (8 a 12) . De los tres sépalos los dos laterales son iguales en tamaño de color marrón verdoso con nervaduras de color verde más oscuro convergentes en el ápice estando soldados por la base, quedando los sépalos arqueados lateralmente para converger los ápices hacia el centro, por encima de la columna sin cubrirla totalmente. El sépalo central es ligeramente más pequeño que los laterales, este de color púrpura se sitúa justo encima de la columna.

El labelo sobresale debajo del casco 3/4 partes es de color purpúreo blanquecino. El labelo de forma trapezoidal presenta tres lóbulos ( formados por dos pequeñas identaciones) el central ligeramente más ancho que los dos lóbulos que hay uno a cada lado que están ligeramente arqueados hacia adentro y hacia arriba. Tiene además dos pétalos muy reducidos que no se aprecian y están dentro de la flor.

Floreciendo desde marzo hasta junio. El color puede variar desde blanquecino a diferentes tonos de rosa y púrpura.

## Hábitat
Se desarrolla en prados y terrenos de tendencia ácida, a la luz solar directa o media sombra.

Se encuentran en Mediterráneo, y noroeste de África.

## Usos medicinales
La harina de sus tubérculos llamada salep es muy nutritiva y demulcente. Se usa en dietas especiales de convalecientes y niños. Es muy rica en mucílago y forma una demulcente y suave gelatina que se usa para el canal gastrointestinal irritado. Una parte de harina con cincuenta partes de agua son suficientes para formar la gelatina. El tubérculo para preparar la harina debe ser recolectado cuando la planta está recién seca después de la floración y cuando ha soltado las semillas.

## Taxonomía
Orchis morio fue descrita por Carlos Linneo  y publicado en Species Plantarum 940. 1753.
Etimología
Estas  orquídeas reciben su nombre del griego όρχις "orchis", que significa testículo, por la apariencia de los tubérculos subterráneos en algunas especies terrestres. La palabra 'orchis' la usó por primera vez  Teofrasto (371/372 - 287/286 a. C.), en su libro  "De historia plantarum" (La historia natural de las plantas). Fue discípulo de Aristóteles y está considerado como el padre de la Botánica y de la Ecología.
morio: epíteto que procede del castellano que designa a un casco de fantasía del Renacimiento.
Sinonimia
- Orchis morio var. picta (Loisel.) K.Richt. 1890
- Orchis picta Loisel. 1827
- Anacamptis morio (L.) R.M.Bateman, Pridgeon & M.W.Chase 1997;
- Orchis albanica Gölz & H.R.Reinhard 1984;
- Orchis candida A.Terracc. 1910;
- Orchis champagneuxii var. mesomelana (Rchb.f.) D.Tyteca 1986;
- Orchis crenulata Gilib. 1792;
- Orchis graeca Orph. ex Soó 1928;
- Orchis intermedia Meigen & Weniger 1819;
- Orchis moria Retz. 1779;
- Orchis morio f. velutina (Schur) Pauca 1972;
- Orchis morio subsp. albanica (Gölz & H.R.Reinhard) Buttler 1986;
- Orchis morio var. longicalcarata Boiss. 1842;
- Orchis morio var. mesomelana Rchb.f. 1851
- Orchis morio var. velutina Schur 1866
- Orchis nicodemi Ten. 1811;
- Orchis officinalis Salisb. 1796;
- Orchis skorpili Velen. 1886;
- Serapias athensis Lej. 1813[3]

## Nombre común
- Castellano: amor de dama, clavellina, cojón de perro, compañón, compañón de perro, sanjuán, sanjuán morado, satirión, satirión hembra, serapias, serapio hembra de hojas estrechas, testículo de perro, testículos de perro.[4]